# Husking Bee
Husking Bee (jap. ハスキング・ビー, Hasukingu Bī) war eine Pop-Punk-/Alternative-Rockband aus Japan, die 1994 gegründet und 2005 aufgelöst wurde.

## Geschichte
Bandmitglieder seit 1995 waren Masafumi Isobe (磯部 正文, Isobe Masafumi; Gesang und Gitarre), Tekkin (てっきん; Bass, bürgerlich: Tetsuya Kudō (工藤 哲也, Kudō Tetsuya)) und Leona Hiramoto (平本 レオナ, Hiramoto Reona; Schlagzeug) sowie Kazuya Hirabayashi (平林 一哉, Hirabayashi Kazuya; Gitarre, Gesang) seit 2000. Die Gruppe hat insgesamt fünf Alben veröffentlicht und ist auf diversen Kompilationen vertreten.
Die Band mit ihren Fertigkeiten an Instrumenten und im Songwriting genießt innerhalb der Alternativ-/Punkszene ein hohes Ansehen, insbesondere in Japan. 2007 wurde ein Tributalbum von diversen japanischen Bands aufgenommen.

## Diskografie
- 1996: Grip (Veröffentlichung erfolgte später auf Pizza of Death Records)
- 1999: Put on Fresh Paint
- 2000: The Sun and the Moon EP
- 2001: Four Color Problem
- 2002: The steady-state theory
- 2004: Variandante
- 2005: Anthology [1994~2004]
- 2013: Soma
- 2014: Amu
- 2020: Eye